# 淮安东岳庙
淮安东岳庙位于中国江苏省淮安市淮安区淮城街道瞻岱社区镇淮楼东路51号，始建于唐贞观年间，元泰定年间、明永乐、成化年间、清咸丰元年、光绪三十年多次重修。占地面积4000平方米，现存殿三座，东岳大殿、玉皇大殿，硬山顶，雕饰精美。部分石柱础为唐代遗存，部分木构件为明代制作，还有二棵明代银杏树。1958年由染织厂占用，1996年落实宗教政策，拨款修复。

## 保护
2003年3月26日，淮安东岳庙列为第二批淮安市文物保护单位。